# Ricardo Costa (futbolista)
Ricardo Miguel Moreira da Costa (Vila Nova de Gaia, Portugal, 16 de mayo de 1981), conocido como Ricardo Costa, es un exfutbolista portugués que jugaba en la posición de defensa y su último equipo fue el Boavista F. C. de Primeira Liga. En su palmarés destacan los títulos internacionales con el F. C. Porto; Copa de la UEFA 2002-03, Liga de Campeones de la UEFA 2003-04 y la Copa Intercontinental 2004.

## Trayectoria
Costa jugó en las divisiones inferiores del Boavista FC, pero se fue al FC Porto en 2000, antes de debutar con su primer equipo. Con el Porto debutó en la SuperLiga en 2002, precisamente en un partido ante el Boavista. Luego, formó parte del equipo de Porto que ganó la SuperLiga en tres ocasiones y se consagró en la Copa UEFA 2003-04, la Liga de Campeones de la UEFA 2004-05 y la Copa Intercontinental 2004.
En 2007 Ricardo Costa fue transferido al VfL Wolfsburgo de la Bundesliga alemana. Tras varios años en Alemania, donde fue campeón de liga, es cedido al Lille OSC en el enero de 2010 ante su negativa en renovar con el Wolfsburgo. 
El día 17 de mayo de 2010 se hizo oficial su fichaje por el Valencia CF de la Primera División de España, donde alternó suplencias, lesiones y participaciones importantes durante cuatro temporadas. En su última temporada con el club lució el brazalete de capitán del equipo al ser uno de los jugadores más veteranos y su buena predisposición a dirigirse a los aficionados. 
El verano de 2014 se llega a un acuerdo con el club para la rescisión de su contrato, a pesar de quedarle un año más, y ficha por el Al-Sailiya SC de la Qatar Stars League.
Seis meses después, en enero de 2015 ficha con 33 años por el PAOK Salónica FC de la Super Liga de Grecia tras no haber llegado a un acuerdo con el Sporting de Portugal, club que también negociaba por hacerse con sus servicios ese mismo mercado de invierno.
El 1 de febrero de 2016 se hizo oficial su traspaso al Granada CF de la Primera División de España. 
Logró anotar un valioso tanto contra Las Palmas (3-2), que culminó la remontada y contribuyó a su permanencia en primera división. El 5 de julio de 2016 el Granada CF anunció que habían llegado a un acuerdo para rescindir el contrato.

## Selección nacional
Costa fue internacional con Portugal en su categoría Sub-21 y Sub-23, con la cual fue a los Juegos Olímpicos de Atenas 2004. Además, fue convocado para jugar la Copa Mundial de Fútbol de 2006.

### Participaciones en Copas del Mundo
| Mundial                        | Sede      | Resultado        |
| ------------------------------ | --------- | ---------------- |
| Copa Mundial de Fútbol de 2006 | Alemania  | Cuarto puesto    |
| Copa Mundial de Fútbol de 2010 | Sudáfrica | Octavos de final |
| Copa Mundial de Fútbol de 2014 | Brasil    | Primera fase     |

## Clubes
| Club             | País     | Año         | Partidos | Goles |
| ---------------- | -------- | ----------- | -------- | ----- |
| FC Porto B       | Portugal | 2001 - 2004 | 69       | 13    |
| FC Porto         | Portugal | 2000 - 2007 | 106      | 4     |
| VfL Wolfsburgo   | Alemania | 2007 - 2010 | 42       | 6     |
| Lille OSC        | Francia  | 2010        | 10       | 1     |
| Valencia CF      | España   | 2010 - 2014 | 124      | 9     |
| Al-Sailiya SC    | Catar    | 2014        | 15       | 1     |
| PAOK Salónica FC | Grecia   | 2015 - 2016 | 37       | 1     |
| Granada CF       | España   | 2016        | 14       | 1     |
| FC Luzern        | Suiza    | 2016 - 2017 | 39       | 1     |
| CD Tondela       | Portugal | 2017 - 2019 | 65       | 3     |
| Boavista FC      | Portugal | 2019 -      | 12       | 0     |

## Palmarés

### Campeonatos nacionales
| Título                | Club           | País     | Año       |
| --------------------- | -------------- | -------- | --------- |
| Copa de Portugal      | FC Porto       | Portugal | 2002-2003 |
| SuperLiga             | FC Porto       | Portugal | 2002-2003 |
| Supercopa de Portugal | FC Porto       | Portugal | 2003      |
| SuperLiga             | FC Porto       | Portugal | 2003-2004 |
| Supercopa de Portugal | FC Porto       | Portugal | 2004      |
| SuperLiga             | FC Porto       | Portugal | 2005-2006 |
| Copa de Portugal      | FC Porto       | Portugal | 2005-2006 |
| Supercopa de Portugal | FC Porto       | Portugal | 2006      |
| SuperLiga             | FC Porto       | Portugal | 2006-2007 |
| Bundesliga            | VfL Wolfsburgo | Alemania | 2008-2009 |

### Copas internacionales
| Título                       | Club     | País     | Año     |
| ---------------------------- | -------- | -------- | ------- |
| Copa UEFA                    | FC Porto | Portugal | 2002-03 |
| Liga de Campeones de la UEFA | FC Porto | Portugal | 2003-04 |
| Copa Intercontinental        | FC Porto | Portugal | 2004    |